# Битка при Сигетвар
Битката при Сигетвар е през 1566 г. Защитата на Сигетвар, в днешна Южна Унгария, е била водена от хърватско-унгарския благородник Миклош Зрини. Обсадата е била победоносна за турците, но на много висока цена, която е забавила с десетилетия бъдещата неуспешна атака на Виена.
Ден преди победата на турците, умира султана Сюлейман Великолепни. Историците смятат, че след смъртта на владетеля неговите сърце и органи са били положени в гробница в Сигетвар, докато тялото му е върнато в Константинопол. Смята се, че смъртта му е била скрита в продължение на 48 дни, за да се предотврати деморализирането сред войниците.
Именно там през 2015 г. са открити останки от гробница, за която учените смятат, че е на Сюлейман Великолепни. Гробът е бил построен върху мястото, на което е била разпъната палатката му и където той е загинал, смята историкът Норбърт Пап от университета в Печ